# Nordelta

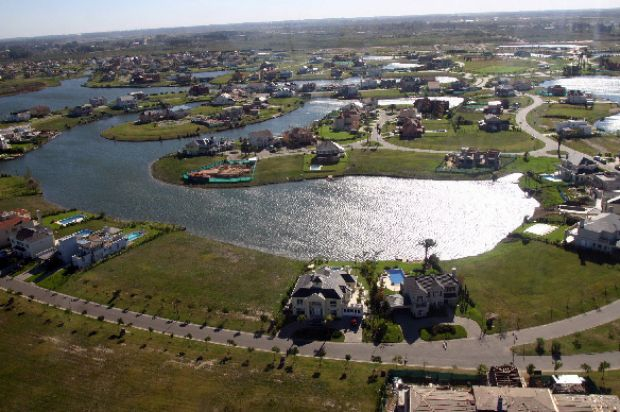
Nordelta

Nordelta är ett välbärgat grindsamhälle i departementet Partido de Tigre i Buenos Aires. Nordelta byggdes på träskmark efter att ha omformats till en rad sjöar där villor byggts längs med konstgjorda vikar. Området är det största i sitt slag i Argentina.
År 2014 hade Nordelta 25 000 invånare.
År 2021 uppmärksammades Nordelta efter att samhället invaderats av däggdjurarten kapybaras, vilka förorsakade trafikolyckor och förstörda gräsmattor.